# Lieskovany
Lieskovany jsou obec na Slovensku v okrese Spišská Nová Ves, v Košickém kraji.

## Polohopis
Obec se nachází v jižní části Hornádské kotliny na pravém břehu Levočského potoka.

### Sousední obce
Lieskovany sousedí s obcemi Markušovce, Odorín, Spišská Nová Ves, Harichovce, Danišovce, Teplička, Matejovce nad Hornádom.

### Vodní toky
Přes obec protéká Levočský potok.

## Historie

### Staré a cizí názvy obce
- 1287
- 1317
- 1333
- 1565
- 1651
- 1773

Německý název: 

Maďarský název:

## Politika

### Starostové obce
1994 - 2006 Michal Ovčiarik (KDH)

2006 - 2010 Michal Ovčiarik (KDH + SDKÚ-DS)

### Zastupitelstvo
1990 - 1994 - 9 poslanců

1994 - 1998 - 9 poslanců (9 KDH)

1998 - 2002 - 9 poslanců (9 KDH)

2002 - 2006 - 5 poslanců (5 KDH)

## Obyvatelstvo
Vývoj obyvatelstva od roku 1869:
| Rok sčítání | Počet obyvatel | Počet domů |
| ----------- | -------------- | ---------- |
| 1869        |                | -          |
| 1880        | 132            | 19         |
| 1890        | 142            | 25         |
| 1900        | 168            | 25         |
| 1910        | 188            | 27         |
| 1921        | 214            | 31         |
| 1930        | 202            | 32         |
| 1950        | 262            | 43         |
| 1961        | 256            | 43         |
| 1970        | 273            | 49         |
| 1980        | 243            | 54         |
| 1991        | 228            | 57         |
| 2001        | 239            | 60         |

Složení obyvatelstva podle náboženského vyznání (2001):
|                        | Počet obyvatel | %    |
| ---------------------- | -------------- | ---- |
| Římskokatolická církev | 234            | 97,9 |
| Řeckokatolická církev  | 2              | 0,8  |
| Ostatní a nezjištěno   | 3              | 1,3  |

Složení obyvatelstva podle národnosti (2001):
|           | Počet obyvatel | %     |
| --------- | -------------- | ----- |
| Slovenská | 239            | 100,0 |

## Kultura a zajímavosti

### Stavby

#### Památky
Kaple Nanebevzetí Panny Marie
Neoklasicistní z konce 19. stol., obnovena v roce 1933, v ní jsou klasicistické lavice ze začátku 19. stol., přeneseny ze spišského semináře. Nový kostel vysvěcen 15. srpna 1990.

## Hospodářství a infrastruktura

### Farní úřad
Filiálka římskokatolický úřadu Markušovce

### Školství
Mateřská škola - č.. d. 50